# Cobitis bilineata
Cobitis bilineata – gatunek słodkowodnej ryby karpiokształtnej z rodziny piskorzowatych (Cobitidae).

## Występowanie
Występuje w północnych Włoszech i w słoweńskim zlewisku Adriatyku.